# Karl Kollmann (Historiker)
Karl Kollmann (* 1950 in Bischhausen) ist ein deutscher Historiker und war in Eschwege Leiter des dortigen Stadtarchivs sowie des Eschweger Stadtmuseums. Als Autor und Herausgeber veröffentlichte er zahlreiche Schriften zur Regionalgeschichte.

## Leben
Karl Kollmann promovierte 1980 in Göttingen an der Georg-August-Universität über Die „Grafen Wigger“ und die Grafen von Bilstein.
Rund zehn Jahre arbeitete er im Archiv auf der Burg Ludwigstein. Anschließend übernahm er im 1989 – mit halber Stelle – die Leitung des Kulturamtes in Eschwege.
Ebenfalls im Jahr 1989 übernahm er als zweite halbe Stelle die Leitung des Stadtarchivs Eschwege, das anfangs noch im Gebäude einer ehemaligen Schule im Eschweger Stadtteil Niederhone untergebracht war, bevor es in das Hochzeitshaus auf dem Schulberg umzog. In mehr als einem Vierteljahrhundert erarbeitete Kollmann im Stadtarchiv die Sichtung und Pflege von rund 1200 Regalmetern Archivalien, katalogisierte auf Karteikarten und digital rund 6000 Archivtitel, die für Wissenschaft und Forschung öffentlich zugänglich sind, ebenso für viele „Heimatforscher, Studenten […] Schüler“.
Bei einem Dank zum 25-jährigen Dienstjubiläum des Archivars betonte der Eschweger Bürgermeister Alexander Heppe, „[…] Kollmanns Tätigkeit falle in die spannende Phase der Erinnerungskultur“. Seine Forschungen und Veröffentlichungen gerade auch zur nationalsozialistischen Vergangenheit Eschweges seien „[…] gut verständlich beschrieben“.
So hat Kollmann beispielsweise mit seinem Historiker-Kollegen York-Egbert König ein Gedenkbuch verfasst unter dem Titel Namen und Schicksale der jüdischen Opfer des Nationalsozialismus aus Eschwege …, mit Detailangaben zur Genealogie und Biographie beispielsweise des in Eschwege geborenen Journalisten und Zeitungsherausgebers Siegfried Bacharach, für dessen Vater dann auch ein Stolperstein vor der ehemaligen Jüdischen Schule in Eschwege verlegt wurde.
Nach einem Kunstführer bearbeitete Karl Kollmann das 2015 in 1. Auflage erschienene Eschwege-Lexikon, das sich laut seinem Untertitel als Nachschlagewerk für die ganze Eschweger Region versteht.
Nach seiner Pensionierung im Jahr 2015 übernahm Karl Kollmann, der auch das Stadtmuseum betreut, zunächst für ein weiteres Jahr die Leitung des Archives als Ehrenamt – so, wie er auch zuvor schon in zahlreichen Organisationen tätig war. Seine Nachfolgerin als Stadtarchivarin wurde Annika Spilker.

## Schriften (Auswahl)
- Karl Kollmann: Die „Grafen Wigger“ und die Grafen von Bilstein, in: Wolfgang Metz (Hrsg.): Blätter für deutsche Landesgeschichte, Bd. 118, hrsg. im Auftrag des Gesamtvereins der Deutschen Geschichts- und Altertumsvereine, Potsdam: Gesamtverein, (1982), S. 253–259
- Karl Kollmann, Karl Leonhäuser: Die evangelische Kirche Waldkappel (= Heimat, Kunst, Geschichte, Heft 11), Kassel: Evangelischer Presseverband, 1980, ISBN 3-920310-59-4
- Karl Kollmann (Bearb.), Thomas Wiegand (Ill.): Bischhausen. 3445 Waldkappel 2, Hrsg. vom Museumsverein Bischhausen/Wichmannshausen e. V., Waldkappel-Bischhausen: Museumsverein, 1985
- Karl Kollmann, Erich Hildebrand, Gerhard Seib: Die Geschichte des Dorfes Hitzerode im Meissnervorland, hrsg. von der Historischen Gesellschaft des Werralandes, Eschwege: Historische Gesellschaft des Werralandes, [1985 ?], ISBN 3-87816-059-3
- Karl Kollmann (Red.) et al.: Die Grube Gustav im Bilsteiner Bergbaurevier, 1. Auflage, hrsg. vom Förderverein Besucherbergwerk Grube Gustav, Meissner-Abterode: Förderverein Besucherbergwerk Grube Gustav, 1989
- York-Egbert König, Karl Kollmann (Hrsg.): Eschwege. Ein Lesebuch. Die Stadt Eschwege einst und jetzt in Sagen und Geschichten, Erinnerungen und Berichten, Briefen und Gedichten, Husum: Husum Druck- und Verlagsgesellschaft, 1996, ISBN 3-88042-750-X
- Karl Kollmann, Thomas Wiegand (Hrsg.), Frauke Hellwig et al.: Spuren einer Minderheit. Jüdische Friedhöfe und Synagogen im Werra-Meissner-Kreis, hrsg. von der Historischen Gesellschaft des Werralandes, Kassel: Jenior und Pressler, circa 1996, ISBN 3-928172-93-X
- Karl Kollmann (Red.) Günter Naujok (Ill.): Günther Schaumberg. Maler, Kunsterzieher und Paläontologe aus Eschwege. Zum 75. Geburtstag am 28. Juni 1997, Eschwege: Kreisstadt Eschwege, 1997
- Karl Kollmann: Eschwege. Archivbilder, Erfurt: Sutton, circa 2001, ISBN 3-89702-391-1
- Karl Kollmann: Eschwege. Die 50er und 60er Jahre, 1. Auflage, Horb am Neckar: Geiger, 2004, ISBN 3-89570-943-3
- York-Egbert König, Karl Kollmann, Erna Ursel Lange: Der Altenstein. 1329–2004. 675 Jahre im hessisch-eichsfeldischen Grenzland, 1. Auflage, Hrsg.: Historische Gesellschaft des Werralandes und der Verein für Eichsfeldische Heimatkunde, Eschwege, Heiligenstadt, [Eschwege, Am Fuchsberg 3]: York-Egbert König, 2004, ISBN 3-929413-84-1
- Karl Kollmann, Klaus Liebeskind: Eschwege im Wandel, Veränderungen des Stadtbildes im Vergleich, 1. Auflage, Horb am Neckar: Geiger, 2008, ISBN 978-3-86595-256-1
- Martin Arnold, Karl Kollmann (Hrsg.): Alltag reformierter Kirchenleitung. Das Diensttagebuch des Eschweger Superintendenten Johannes Hütterodt (1599–1672) (= Veröffentlichungen der Historischen Kommission für Hessen, Reihe Kleine Schriften, Bd. 10), Marburg: Elwert, 2009, ISBN 978-3-7708-1328-5 und ISBN 978-3-86354-134-7;
  - Teil 1: Alltag reformierter Kirchenleitung, Inhaltsverzeichnis
  - Teil 2: Das Diensttagebuch des Eschweger Superintendenten Johannes Hütterodt, Beigabe als CD-ROM
- Stefan Forbert (Red.), Karl Kollmann: Frau Holle und das Meißnerland. Einem Mythos auf der Spur, Sonderdruck der gleichnamigen Aufsatz-Serie aus der Werratalvereins-Zeitschrift Das Werraland, 2., erweiterte Auflage, hrsg. von der Historischen Gesellschaft des Werralandes und dem Werratalverein in Eschwege (WTV), Heiligenstadt: Cordier, 2012, ISBN 978-3-939848-32-5; Inhaltsverzeichnis und Angaben aus der Verlagsmeldung
- Karl Kollmann: Jüdisches Eschwege. Einladung zu einem Rundgang, hrsg. vom Geschichtsverein Eschwege, Haigerloch: Medien und Dialog, Schubert, 2007, ISBN 978-3-933231-33-8 und ISBN 3-933231-33-7
- York-Egbert König, Karl Kollmann (Hrsg.): Bad Sooden-Allendorf. Ein Lesebuch. Die Stadt Bad Sooden-Allendorf einst und jetzt in Sagen und Geschichten, Erinnerungen und Berichten, Briefen und Gedichten, Husum: Husum-Verlag, 2007, ISBN 978-3-89876-212-0 und ISBN 3-89876-212-2
- Karl Kollmann, York-Egbert König (Hrsg.): Eschwege. Ein kunst- und kulturgeschichtlicher Stadtführer, 3., aktualisierte und erweiterte Auflage, hrsg. in Zusammenarbeit mit dem Geschichtsverein Eschwege, Kassel: Jenior, 2009, ISBN 978-3-928172-33-2; Inhaltsverzeichnis
- Herbert Fritsche (Red.), Karl Kollmann (Bearb.): Eschwege-Lexikon. Das Nachschlagewerk für die Eschweger Region, 1. Auflage, Eschwege: Historische Gesellschaft des Werralandes, 2015, ISBN 978-3-00-049311-9